# Asia Rugby U19 2015
El Asia Rugby U19 del 2015 fue la edición del torneo que organiza Asia Rugby. Los partidos se desarrollaron en el Yio Chu Kang Stadium de Singapur.
Hong Kong consiguió el título en forma invicta y la clasificación al Trofeo Mundial del 2016 desarrollado en Zimbabue. Por otro lado el equipo local se ubicó último en la tabla y descendió de categoría.

## Equipos participantes
- Selección juvenil de rugby de China Taipéi
- Selección juvenil de rugby de Hong Kong (Dragones)
- Selección juvenil de rugby de Singapur (Junior Reds)
- Selección juvenil de rugby de Sri Lanka (Junior Tuskers)

## Posiciones[3]
| Pos. | Equipo       | Encuentros | Encuentros | Encuentros | Encuentros | Tantos  | Tantos    | Tantos     | Puntos |
| Pos. | Equipo       | jugados    | ganados    | empatados  | perdidos   | a favor | en contra | diferencia | Puntos |
| ---- | ------------ | ---------- | ---------- | ---------- | ---------- | ------- | --------- | ---------- | ------ |
| 1    | Hong Kong    | 3          | 3          | 0          | 0          | 163     | 35        | + 128      | 14     |
| 2    | Sri Lanka    | 3          | 2          | 0          | 1          | 87      | 48        | + 39       | 10     |
| 3    | China Taipéi | 3          | 2          | 0          | 1          | 45      | 141       | - 96       | 4      |
| 4    | Singapur     | 3          | 1          | 0          | 2          | 38      | 109       | - 71       | 1      |

Nota: Se otorgan 4 puntos al equipo que gane un partido, 2 al que empate y 0 al que pierda
Puntos Bonus: 1 punto por convertir 4 tries o más en un partido y 1 al equipo que pierda por no más de 7 tantos de diferencia
|  | Campeón y clasifica a Zimbabue 2016 |

|  | Último y desciende a U19 1 2016 |

## Resultados

### Primera fecha
| 13 de diciembre | Hong Kong | 78 - 12 | China Taipéi |  |  |

| 13 de diciembre | Singapur | 12 - 27 | Sri Lanka |  |  |
|                 |          | Reporte |           |  |  |

### Segunda fecha
| 16 de diciembre | Hong Kong | 24 - 13 | Sri Lanka |  |  |
|                 |           | Reporte |           |  |  |

| 16 de diciembre | Singapur | 16 - 21 | China Taipéi |  |  |

### Tercera fecha
| 19 de diciembre | Sri Lanka | 47 - 12 | China Taipéi |  |  |
|                 |           | Reporte |              |  |  |

| 19 de diciembre | Singapur | 10 - 61 | Hong Kong |  |  |

| Bandera de Hong Kong |
| Campeón Hong Kong    |
|                      |